# Łysyczne
Łysyczne (ukr. Лисичне) – wieś na Ukrainie, w obwodzie donieckim, w rejonie pokrowskim, w hromadzie Hrodiwka. W 2001 liczyła 15 mieszkańców.